# Troye Sivan

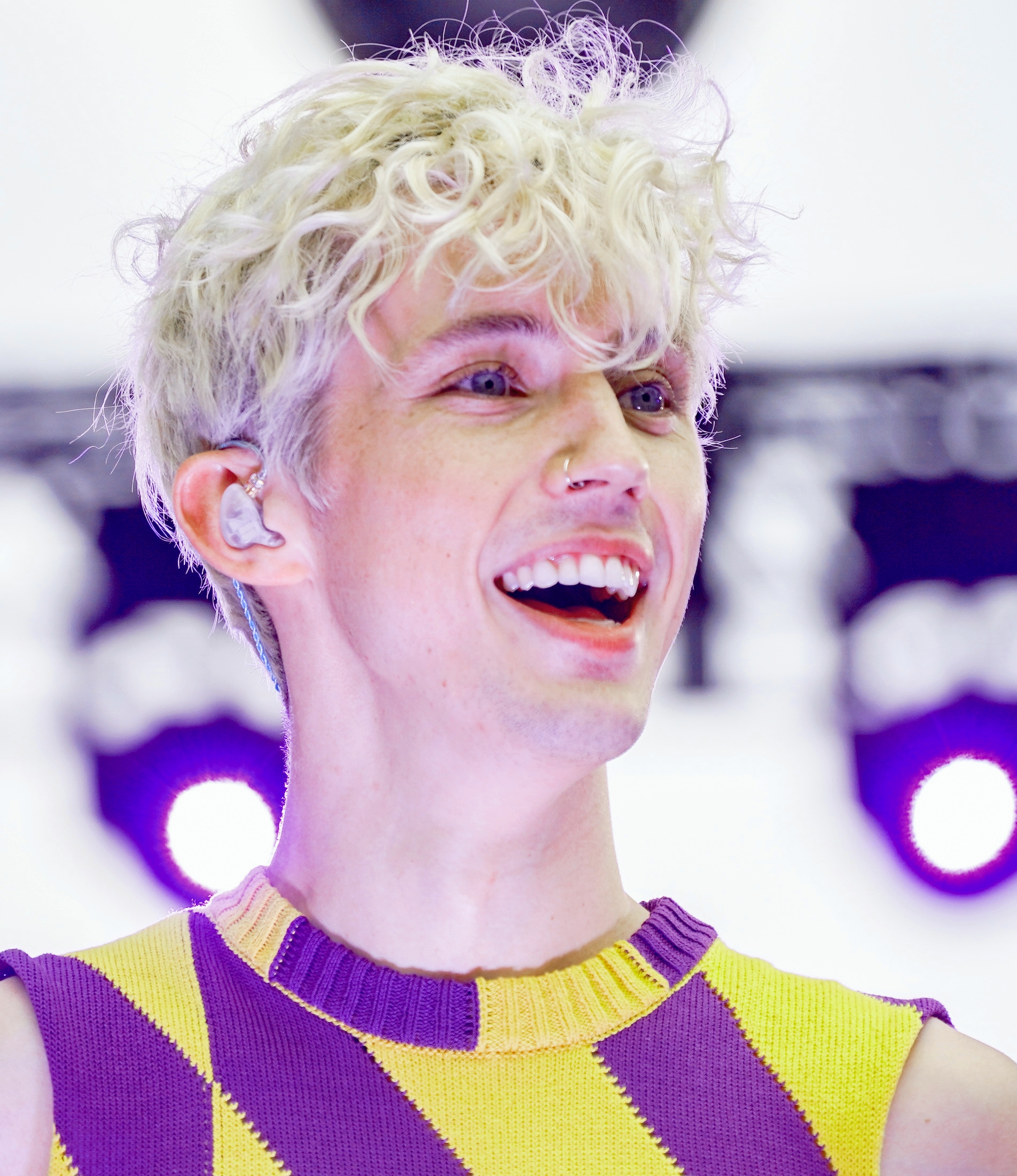
Troye Sivan (2018)

Troye Sivan (* 5. Juni 1995 in Johannesburg, Südafrika), eigentlich Troye Sivan Mellet, ist ein australischer Sänger, YouTuber und Schauspieler. Er spielte den jungen James Howlett in X-Men Origins: Wolverine und übernahm die Hauptrolle in der Filmreihe Spud. 2014 unterschrieb er einen Plattenvertrag bei Universal, sein Debütalbum Blue Neighbourhood erschien 2015.

## Leben
Sivan wurde in Johannesburg geboren. Als er zwei Jahre alt war, zog seine Familie nach Perth, Australien. Er hat einen älteren Bruder, Steele, sowie zwei jüngere Geschwister, Sage und Tyde Levi, der ebenfalls YouTuber und im Musikbereich tätig ist. Sivan ist jüdisch und wurde zuhause unterrichtet.
In den Jahren 2006, 2007 und 2008 trat Sivan jeweils als Sänger im Channel Seven Perth Telethon auf. 2006 sang er dort im Duett mit dem Australian-Idol-Gewinner Guy Sebastian. Sivan schaffte es bis zum großen Finale von Starsearch 2007. Sein Debüt-Album Dare to Dream wurde im Februar 2008 veröffentlicht. Es enthält die fünf Stücke There’s a Hero, Angels Brought Me Here, Somewhere Over the Rainbow, Unsung Hero und The Prayer. Am 20. September 2008 sang Sivan bei der Eröffnung von Storm the Stage im Burswood Entertainment Complex. Am 3. April 2009 erschien bei Youtube das Musik-Video-Projekt „For Them (You can help!)“, welches auf die Straßenkinder weltweit aufmerksam macht. Im Februar 2010 wirkte Sivan bei dem Charity-Musik-Video We Are The World 25 for Haiti (YouTube Edition) mit, das von Lisa Lavie produziert wurde, um Geld für die Opfer des Erdbebens in Haiti zu sammeln. Das Video, an dem 57 Künstler mitwirkten, beginnt mit dem Auftritt Sivans.
2007 spielte Sivan als Oliver Twist in einer Inszenierung von Oliver! im Regal Theatre.
Im Februar 2009 spielte Sivan als James Howlett in X-Men Origins. Sivan bekam die Rolle, nachdem Videos seiner Auftritte bei den Telethons auf YouTube gepostet wurden. Dadurch erlangte er die Aufmerksamkeit eines Hollywood-Agenten, der Sivan kontaktierte und ihn bat, eine Sprechprobe zu senden. Sivan bekam die Rolle, nachdem der eigentlich dafür vorgesehene Kodi Smit-McPhee aufgrund seiner Mitarbeit im Film The Road ausfiel.
Im Jahr 2008 spielte Sivan im westaustralischen Kurzfilm Bertrand the Terrible mit.
Im Juli 2009 bewarb er sich erfolgreich für die Hauptrolle in Spud, einer Verfilmung des 2005 erschienenen gleichnamigen Romans des südafrikanischen Autors John van de Ruit. Die Dreharbeiten fanden von Anfang März bis Mitte April 2010 in Südafrika statt.
Ab März 2010 spielte Sivan an einem Theater in Westaustralien in Samuel Becketts Warten auf Godot mit. Sivan übernahm während der Saison bei jeder zweiten Aufführung die Rolle des Botenjungen. In den verbleibenden Aufführungen wurde diese Rolle von Craig Hyde-Smith gespielt.
Im Juni 2012 kehrte Sivan nach Südafrika zurück, um im Film Spud 2: The Madness Continues mitzuspielen, der in Südafrika am 21. Juni 2013 veröffentlicht wurde. Am 22. Juni 2013 wurde die Verfilmung von Spud 3 gestartet.

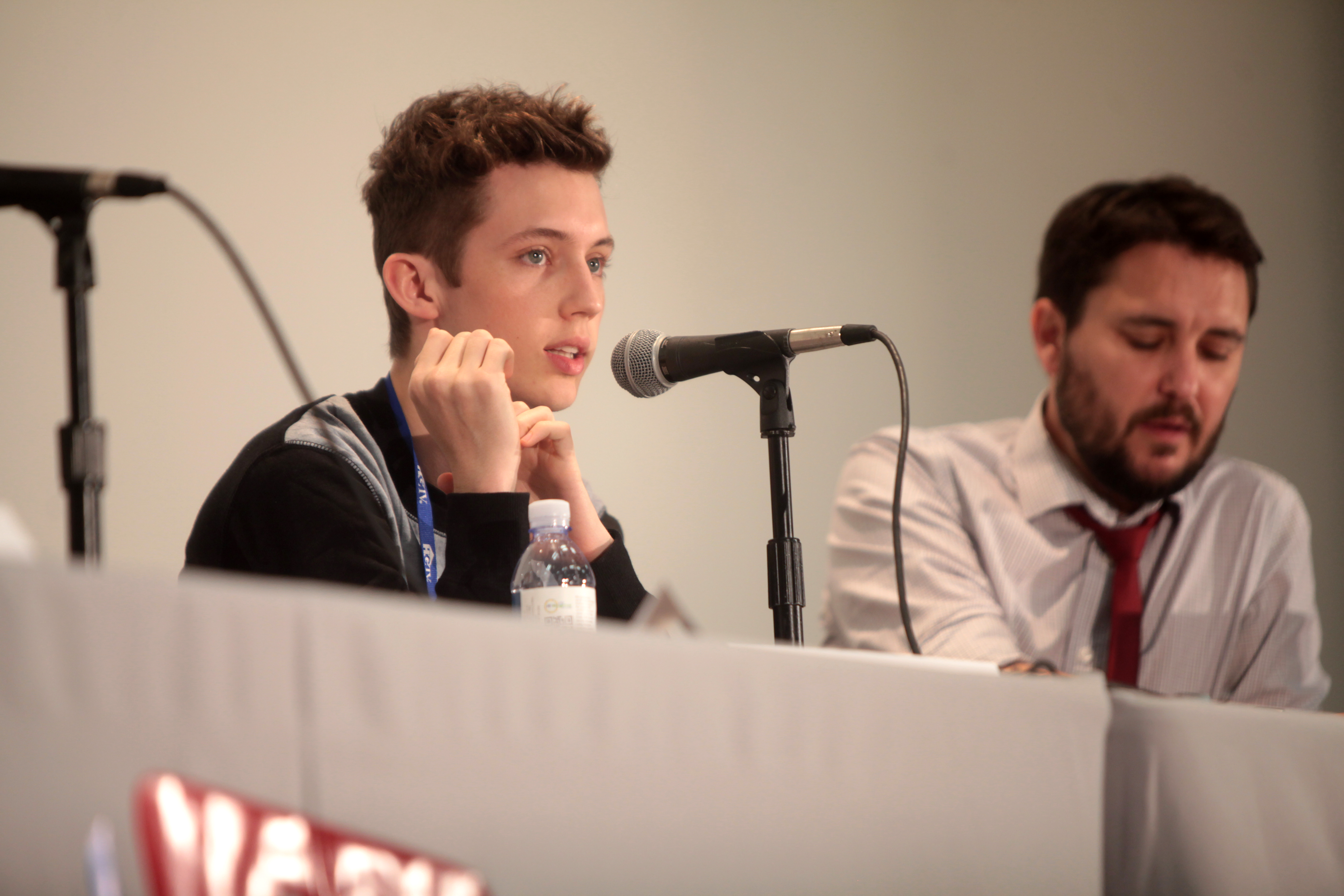
Sivan (links) und Wil Wheaton auf der VidCon 2014

Nachdem er seit 2007 auf seinem Youtube-Kanal vor allem einige Musikvideos veröffentlichte, begann er am 26. August 2012 zu vloggen. Am 7. August 2013 veröffentlichte Sivan ein Coming-out-Video auf seinem YouTube-Kanal, in dem er erklärt, dass er sich seiner Homosexualität nicht schäme, und seine Fans um Verständnis und Toleranz bittet.
Im August 2014 wurde seine erste EP TRXYE veröffentlicht, die sich bereits im Vorfeld durch Vorbestellungen in den Charts vieler Länder platzieren konnte. Die am 25. Juli 2014 daraus vorveröffentlichte Single Happy Little Pill erreichte ebenfalls in vielen Ländern die Top 10 der iTunes-Charts. Anfang September 2015 folgte Sivans zweite EP Wild, aus der die Singles Wild und Fools mit Musikvideo veröffentlicht wurden. Die beiden Videos bilden zusammen mit jenem zur Single Talk Me Down die Trilogie Blue Neighbourhood, was auch der Titel von Sivans erstem Album ist, welches am 4. Dezember 2015 erschien.
Seinen internationalen Durchbruch erlangte er mit der Single Youth, mit der er insgesamt zwei ARIA Awards gewann, u. a. für den „Song des Jahres“. Billboard platzierte Youth auf Platz 11 der 100 besten Pop Songs 2016.
Sivan engagiert sich vor allem für die LGBT-Gemeinschaft. Sivan war von 2016 bis 2020 mit dem US-amerikanischen Model Jacob Bixenman liiert, mit dem er in Los Angeles lebte. 2021 zog er nach Melbourne.

## Diskografie
Studioalben

| Jahr | Titel Musiklabel                             | Höchstplatzierung, Gesamtwochen, AuszeichnungChartplatzierungen (Jahr, Titel, Musiklabel, Platzierungen, Wochen, Auszeichnungen, Anmerkungen) | Höchstplatzierung, Gesamtwochen, AuszeichnungChartplatzierungen (Jahr, Titel, Musiklabel, Platzierungen, Wochen, Auszeichnungen, Anmerkungen) | Höchstplatzierung, Gesamtwochen, AuszeichnungChartplatzierungen (Jahr, Titel, Musiklabel, Platzierungen, Wochen, Auszeichnungen, Anmerkungen) | Höchstplatzierung, Gesamtwochen, AuszeichnungChartplatzierungen (Jahr, Titel, Musiklabel, Platzierungen, Wochen, Auszeichnungen, Anmerkungen) | Höchstplatzierung, Gesamtwochen, AuszeichnungChartplatzierungen (Jahr, Titel, Musiklabel, Platzierungen, Wochen, Auszeichnungen, Anmerkungen) | Höchstplatzierung, Gesamtwochen, AuszeichnungChartplatzierungen (Jahr, Titel, Musiklabel, Platzierungen, Wochen, Auszeichnungen, Anmerkungen) | Höchstplatzierung, Gesamtwochen, AuszeichnungChartplatzierungen (Jahr, Titel, Musiklabel, Platzierungen, Wochen, Auszeichnungen, Anmerkungen) | Anmerkungen                                                  |
| Jahr | Titel Musiklabel                             | DE | AT | CH | UK | US | AU | NZ | Anmerkungen                                                  |
| ---- | -------------------------------------------- | --- | --- | --- | --- | --- | --- | --- | ------------------------------------------------------------ |
| 2015 | Blue Neighbourhood EMI Music (UMG)           | DE73 (1 Wo.)DE | AT49 (1 Wo.)AT | CH66 (1 Wo.)CH | UK43 Gold · (3 Wo.)UK | US7 Platin · (47 Wo.)US | AU6 Platin · (18 Wo.)AU | NZ3 Platin · (19 Wo.)NZ | Erstveröffentlichung: 4. Dezember 2015 Verkäufe: + 1.370.000 |
| 2018 | Bloom EMI Music (UMG)                        | DE35 (1 Wo.)DE | AT25 (1 Wo.)AT | CH19 (1 Wo.)CH | UK10 (2 Wo.)UK | US4 (6 Wo.)US | AU3 Gold · (6 Wo.)AU | NZ3 Gold · (3 Wo.)NZ | Erstveröffentlichung: 30. August 2018 Verkäufe: + 87.500     |
| 2023 | Something to Give Each Other EMI Music (UMG) | DE9 (2 Wo.)DE | AT30 (2 Wo.)AT | CH14 (2 Wo.)CH | UK4 (2 Wo.)UK | US20 (4 Wo.)US | AU1 (14 Wo.)AU | NZ2 Gold · (10 Wo.)NZ | Erstveröffentlichung: 13. Oktober 2023 Verkäufe: + 47.500    |

## Filmografie
- 2009: X-Men Origins: Wolverine
- 2010: Spud
- 2013: Spud 2: The Madness Continues
- 2014: Spud 3: Learning to Fly
- 2018: Der verlorene Sohn (Boy Erased)
- 2022: Three Months
- 2023: The Idol
- 2023: Trolls – Gemeinsam Stark (Trolls Band Together)

## Auszeichnungen (Auswahl)
- YouTube Music Awards 2015
- Nickelodeon Kids’ Choice Awards 2015: Favorite Internet Sensation (Australien und Neuseeland)
- MTV Europe Music Awards 2015: Artist on the Rise[18]
- ARIA Music Awards 2016: Song of the Year[19]
- ARIA Music Awards 2016: Best Video[19]
- MTV Europe Music Awards 2016: Best Worldwide Act (Australien)[20]
- ARIA Music Awards 2023: Best Solo Artist[21]
- ARIA Music Awards 2023: Song of the Year[21]
- ARIA Music Awards 2024: Album of the Year
- ARIA Music Awards 2024: Best Solo Artist
- ARIA Music Awards 2024: Best Pop Release